# اومبرتو دونوسو
اومبرتو دونوسو (اسپانیایی: Humberto Donoso‎; ۹ اکتبر ۱۹۳۸ – ۴ مهٔ ۲۰۰۰) بازیکن فوتبال اهل شیلی بود.
از باشگاه‌هایی که در آن بازی کرده‌است می‌توان به باشگاه فوتبال یونیورسیداد شیلی اشاره کرد.
وی همچنین در تیم ملی فوتبال شیلی بازی کرده‌است.